# Bourg-Saint-Pierre
Bourg-Saint-Pierre (hist. St. Petersburg) – miejscowość i gmina (commune) w południowej Szwajcarii, w kantonie Valais, w okręgu (district) Entremont. 

## Geografia
Na terenie gminy leży jezioro Lac des Toules.

## Demografia
W Bourg-Saint-Pierre mieszka 221 osób. W 2021 roku 11,8% populacji gminy stanowiły osoby urodzone poza Szwajcarią. 

## Transport
Przez teren gminy przebiega droga główna nr 21.